# II. Oszkár svéd király
Bernadotte Oszkár Frigyes (ismert még mint Svédországi Oszkár Frigyes, svédül: Oscar Fredrik Bernadotte; Stockholm, Svéd Királyság, 1829. január 21. – Stockholm, Svéd Királyság, 1907. december 19.), a Bernadotte-házból származó svéd és norvég királyi herceg, Östergötland hercege, I. Oszkár király és Joséphine de Beauharnais harmadik gyermeke, aki testvére, XV. Károly király 1872-es halálát követően II. Oszkár néven svéd király haláláig, valamint norvég király 1905-ös lemondásáig. 
Belpolitikáját tekintve a konzervatív értékeket vallotta. Külpolitikájában kiállt a skandináv államok összefogása mellett, fivére politikájával szemben, támogatta a porosz vezetésű Német Császárságot abban a reményben, hogy szövetségest szerez az Orosz Birodalommal szemben. Németbarát politikája egészen az első világháborúig jellemezte országát. Művészetkedvelő, tudós ember volt, Johann Gottfried Herder és Goethe műveket fordított, színház darabokat is írt.
Házastársa Zsófia nassaui hercegnő, akitől négy fia született, köztük későbbi örököse, V. Gusztáv svéd király. Norvégia trónján unokahúga (Lujza dán királyné) fia, VII. Haakon király ült.

## Élete

### Származása, ifjúkora
1829-ben született a stockholmi királyi palotában, születésekor a Östergötland hercege címet kapta. Édesapja Oszkár svéd koronaherceg, a későbbi I. Oszkár svéd király, édesanyja Joséphine de Beauharnais, Itália alkirályának lánya volt. Testvérei:
- Károly Lajos Jenő (1826–1872), később XV. Károly néven Svédország és Norvégia királya.
- Ferenc Gusztáv Oszkár, Uppland hercege (1827–1852).
- Oszkár Frigyes
- Sarolta Eugénia Auguszta svéd királyi hercegnő (1830–1889).
- Károly Miklós Ágost, Dalarna hercege (1831–1873).

Apja törvénytelen kapcsolataiból további három féltestvére született. Bár édesanyjuk katolikus volt, a házassági szerződés értelmében a gyermekeket evangélikus hitre nevelték. Nevelőik között volt a svéd filozófus, Christopher Jacob Boström és Otto Aubert norvég tanár.
11 évesen a haditengerészetnél kezdte pályáját és 1845 júliusában hadnagyi rangot kapott. Később az Uppsalai Egyetemen tanult, ahol kitűnt matematikai tudásával. Katonai éveiről nemcsak szakkönyvet írt (Om skärgardsflottans debarkeringstrupper och Förslag till exercisreglemente för K. Maj:ts landstigningstrupper), de verseket is, melyek 1858-ban jelentek meg Oscar Fredrik álnév alatt (Ur svenska flottans minnen - A svéd hajóhad emlékezete), mellyel a Svéd Akadémia második díját nyerte el.

### Uralkodása

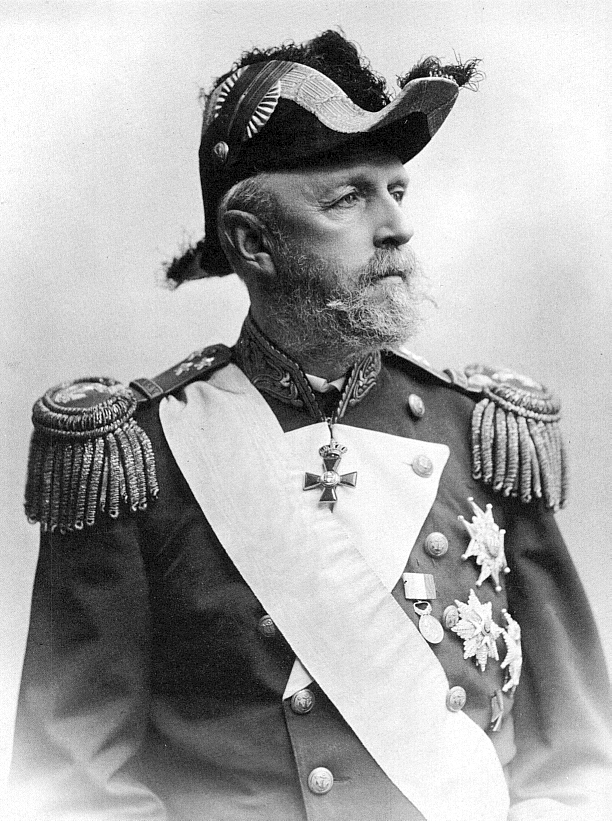
II. Oszkár király egyenruhában

Bátyja, XV. Károly 1872. szeptember 18-án bekövetkezett halála után került a svéd trónra. Svéd királlyá 1873. május 12-én koronázták a stockholmi Szent Miklós-templomban, norvég királlyá pedig július 18-án a trondheimi Nidarosi katedrálisban.
Sokat tett a hajóhad és a hadsereg újjászervezéséért, az adóügy és a közigazgatás javításáért. Hosszas küzdelmek után sikerült elfogadtatnia a honvédelmi reformot, melyet a katonai kihívásoktól idegenkedő kamarilla ellenzett. Sor került a flotta fejlesztésére és várépítések valósultak meg.
1873-ban Oszkár engedett a Stortingnak és lemondott az norvég helytartók kinevezéséről (a norvégok a királyt csak a svédek királyának ismerték el és az ország önkormányzatának csorbítását látták abban, hogy a király nevezi ki a helytartót). 1874-ben megalakult a svéd-norvég vámszövetség, majd 1875-ben a skandináv érmeegyezmény.

#### Vétóháború
Az 1880-as évektől kezdve folyamatos összetűzésben állt a norvégokkal az alkotmány megújításának kérdésében. Miután a király harmadszor is elutasította a reformjavaslatot, a norvég Storting kijelentette, hogy a határozat a király szentesítése nélkül is törvényerővel bír (1880. június 9.), vagyis a királynak nincs korlátlan vétójoga. Erre Frederik Stang norvég kormányfő lemondott. Utóda a szintén konzervatív Christian August Selmer lett. Kormányzása alatt tovább romlott a két állam viszonya. 1883-ban a Storting azzal vádolta a kormánytagokat, hogy nem hajtották végre az 1880-as határozatokat. A törvényszék 1884 márciusában lemondatta és pénzbüntetésre ítélte a kormánytagokat. A király nem erősítette meg az ítéletet, viszont elfogadta Selmer miniszterelnök lemondását (1884. június 26.). A Christian H. Schweigard vezette átmeneti kormány (Áprilisi kormány) után a király a liberális Johan Sverdrupot nevezte ki az ország élére, aki a választójog kiszélesítésével és a hadsereg reformjával új vívmányokat szerzett Norvégiának.
Az 1888‑as szavazások után Sverdrup 1889 júliusában beadta lemondását. A soron következő kormányt a konzervatív Emil Stang (a korábbi miniszterelnök, Frederik Stang fia) alakította meg. 1891 márciusában újabb kormányváltásra került sor, az új kormányfő a liberális Johannes Steen lett. Amikor a Storting 1892 márciusában megszavazta Norvégia önálló konzuli képviseletét, a király ezt nem szentesítette. A kormány lemondott, amit a király szintén nem fogadott el. Közben a svéd kormány folyamatosan tiltakozott a perszonálunió egyoldalú felbontása ellen. A Steen vezette kormány 1893 márciusában visszalépett, helyére újra Emil Stang került, csökkentette a király és a trónörökös udvartartásának költségvetését és felmondta a közös képviseletet 1895-re.
1895-ben újabb választásokat írtak ki, Stangot pedig a konzervatív Francis Hagerup váltotta a miniszterelnöki székben. Az új kormányban felmerült az önálló norvég lobogó gondolata és nem ment bele az udvartartás költségvetésének felemelésébe. Ez a kormány is lemondott. 1898 februárjában ismét Steen állt a kormány élére. Ugyanebben az évben feloszlott a svéd-norvég bizottság, ami 1895 novembere óta tanácskozott a közös ügyekben, de eredménytelenül.
1898. április 21-én a Storting törvénybe iktatta az általános választójogot (amit 1913-ig csak férfiak gyakorolhattak) és megszavazták az önálló norvég kereskedelmi lobogót. Végül 1899. október 11-én a svéd országgyűlés is elfogadta a lobogót.
1902. április 16‑án Steen lemondott, mert a kormánypárton belül nem volt egységes álláspont az unióval kapcsolatban. Helyére a liberális párti Otto Blehr került, aki hajlandó lett volna megegyezni Svédországgal, s a közvélemény is őt támogatta. Az 1903-as választások után azonban Blehr lemondott és helyére újra Hagerup került.
Az új kormány elkezdte a különálló konzulátusok felállítását. Az 1904-ben kitört orosz–japán háború miatt azonban felerősödött a svédellenesség, így 1905 márciusában Hagerup is visszalépett. Az új liberális miniszterelnök, Christian Michelsen kormánya felkészült az unió akár erőszakos felbontására is. A Storting megszavazta a külön konzulátusokat, de Oszkár nem szentesítette, erre Michelsen lemondott, de a király nem fogadta el a lemondását.
1905. június 7-én a Storting kimondta a király trónfosztását és a Svédországgal való unió felbontását. A svéd kormány tiltakozott és népszavazásra kívánta bocsátani az unió kérdését. A norvég nép augusztus 13-án megszavazta az unió felbontását, és a norvég kormány felajánlotta az ügy békés rendezését. A kormányok megbízottai a Värmland megyei Karlstadban gyűltek össze. A svéd fél a határerődök lebontását követelte, ebbe a norvégok szeptember 23-án beleegyeztek. Norvégia október 9-én, Svédország október 13-án fogadta el a karlstadi határozatot. Norvégia hosszas küzdelem után független lett. Oszkár maga és családja nevében lemondott a norvég trónról.
Norvégia trónját ekkor VIII. Frigyes dán király fia – egyben II. Oszkár svéd király unokahúgának fia (XV. Károly Lujza nevű leányának fia) – foglalta el, VII. Haakon néven.

## Tudós, művész
Írásai közül az Adalékok Svédország hadtörténetéhez 1711-1713 (Stockholm, 1859-1865. 3. kötet); Történeti tudósítások a svéd-norvég hadsereg ezredeiről, csapattesteiről és hajóhadáról (Stockholm, 1870); XII. Károly (Stockholm, 1868) című írásait érdemes megemlíteni. Lefordította Johann Gottfried Herder Cid-jét és Goethe Tasso c. művét. Munkája elismeréseként a lundi egyetem 1868‑ban bölcsészdoktori címmel tisztelte meg. Versei, köztük a Húsvéti himnusz a mai napig jól ismertek a skandináv országokban. Műveinek összkiadása (Samlade skrittor) 1905-ben jelent meg Stockholmban.
1881-ben ő alapította oslói kastélya közelében az első szabadtéri múzeumot. Oszkár, a színház szerelmeseként Ibsen Kísértetek című művéről csak annyit mondott, hogy nem sikerült túl jól. Haldoklása közben azt kérte, hogy halála esetén a színházakat a gyász miatt ne zárják be - kérését tiszteletben tartották. Oszkárt érdekelte a sarkvidék is, ezért sok expedíciót támogatott anyagilag.

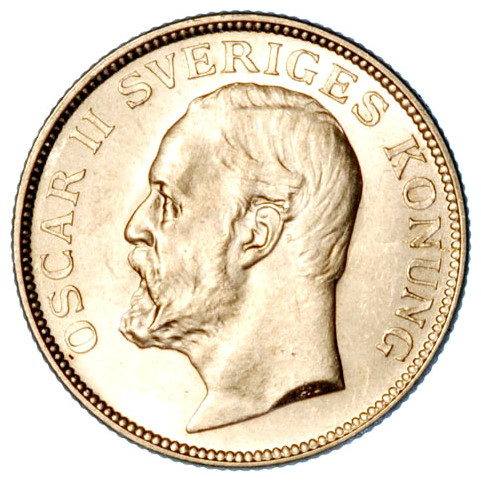
II. Oszkár svéd király 1906-os, ezüst 1 koronás érme előoldalán.
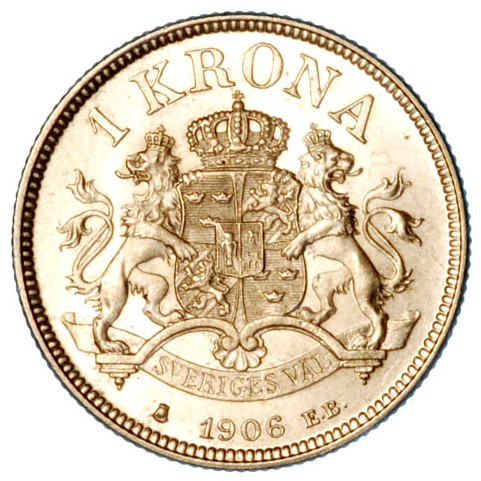
II. Oszkár svéd király 1906-os 1 koronás érméjének hátoldala.

## Érdekességek
- Építőanyagot ajándékozott a magyar Országház építéséhez.
- A svéd filmművészet egyik legelső darabja, Oszkárt örökíti meg 1897. május 15-én, amint megérkezik a jubileumi kiállítás megnyitására (A felvételt G. Promio készítette).[1]

## Családja
1857. június 6-án házasságot kötött Zsófia nassaui hercegnővel (1836–1913), Vilmos nassaui herceg (1792–1839) és második felesége, Paulina nassaui hercegné (1810–1856) legfiatalabb lányával. Házasságukból négy fiú született:
- V. Gusztáv (1858–1950), Värmland hercege, apja halála után Svédország királya. Viktória badeni hercegnőt vette feleségül.
- Oszkár (1859–1953), Gotland hercege, orvos és a svéd hadsereg tábornoka. Mivel 1888-ban rangon aluli házasságot kötött Ebba Munk af Fulkilával (1858–1946), elvesztette jogait és címét, és a Bernadotte hercege titulust kapta, mely haláláig szólt. Nagybátyja, I. Adolf luxemburgi nagyherceg 1892-ben a Wisborg grófja címet adományozta neki.
- Károly (1861–1951), Västergötland hercege. 1897-ben Ingeborg dán hercegnőt (1878–1958) vette feleségül.
- Jenő (1865–1947), Närke hercege, festőművész és műgyűjtő. Nem nősült meg.

Sok pletyka keringett arról, hogy törvénytelen gyermekei is vannak, de ő sosem ismerte ezt el. Szeretőjétől, Marie Fribergtől a királyi Opera énekesnőjétől két törvénytelen gyermeke született.

## Külső hivatkozások
- Életrajzi és családi adatok

| Előző uralkodó: XV. Károly | Svédország uralkodója 1872 – 1907 Bernadotte-ház | Következő uralkodó: V. Gusztáv |

| Előző uralkodó: IV. Károly | Norvégia uralkodója 1872 – 1905 Bernadotte-ház | Következő uralkodó: VII. Haakon |